# Emarginata tractrac
Il codinero tractrac (Emarginata tractrac (Wilkes, 1817)), noto anche come sassicola tractrac, è un uccello passeriforme della famiglia Muscicapidae, diffuso nel versante occidentale dell'Africa meridionale.

## Descrizione
È un passeriforme di piccola taglia, lungo 14-15 cm, con un peso medio di 25 g.

## Biologia
È una specie insettivora.

## Distribuzione e habitat
La specie è diffusa in Angola, Namibia e Sudafrica.

## Tassonomia
Sono note le seguenti sottospecie
- Emarginata tractrac hoeschi  (Niethammer, 1955)
- Emarginata tractrac albicans  (Wahlberg, 1855)

- Emarginata tractrac barlowi  (Roberts, 1937)

- Emarginata tractrac nebulosa  (Clancey, 1962)

- Emarginata tractrac tractrac (Wilkes, 1817)